# Panagiotis Paraskevopoulos
Panagiotis Paraskevopoulos (1874 - 1956) fue un atleta griego, ganador de la medalla de plata en la prueba de lanzamiento de disco en los Juegos Olímpicos de Atenas de 1896.
Paraskevopoulos participó en el lanzamiento de disco, disciplina en la que el público griego tenía esperanzas de que un compatriota se proclamara vencedor. Cuando Panagiotis Paraskevopoulos consiguió lanzar el disco hasta los 28,95 metros parecía que iba a lograr la medalla de oro, el único atleta que faltaba por lanzar era el estadounidense Robert Garrett, el cual no había podido lanzar el disco en ninguno de sus dos primeros intentos. Sin embargo Garrett logró alcanzar los 29,15 metros en su último lanzamiento, relegando a Paraskevopoulos a la segunda posición del medallero.

## Palmarés
- Medalla de plata en los Juegos Olímpicos de Atenas (1896) en lanzamiento de disco

- Datos: Q348512
- Multimedia: Panagiotis Paraskevopoulos / Q348512